# Calcio ai Giochi della XXIX Olimpiade
Il torneo di calcio della XXIX Olimpiade è il ventiquattresimo torneo olimpico. Si è svolto dal 6 agosto al 23 agosto 2008 in cinque città (Pechino, Shanghai, Qínhuángdǎo, Tientsin e Shenyang).
Il torneo maschile vide la partecipazione di 16 squadre, quello femminile di 12 squadre.

## Squadre

### Torneo maschile
- Argentina
- Australia
- Belgio
- Brasile
- Camerun
- Cina
- Corea del Sud
- Costa d'Avorio

- Giappone
- Honduras
- Italia
- Nigeria
- Nuova Zelanda
- Paesi Bassi
- Serbia
- Stati Uniti

### Torneo femminile
- Argentina
- Brasile
- Canada
- Cina
- Corea del Nord
- Germania

- Giappone
- Nigeria
- Norvegia
- Nuova Zelanda
- Stati Uniti
- Svezia

## Calendario
| Calcio alla XXIX Olimpiade | Calcio alla XXIX Olimpiade | Calcio alla XXIX Olimpiade | Calcio alla XXIX Olimpiade | Calcio alla XXIX Olimpiade | Calcio alla XXIX Olimpiade | Calcio alla XXIX Olimpiade | Calcio alla XXIX Olimpiade | Calcio alla XXIX Olimpiade | Calcio alla XXIX Olimpiade | Calcio alla XXIX Olimpiade | Calcio alla XXIX Olimpiade | Calcio alla XXIX Olimpiade | Calcio alla XXIX Olimpiade | Calcio alla XXIX Olimpiade | Calcio alla XXIX Olimpiade | Calcio alla XXIX Olimpiade | Calcio alla XXIX Olimpiade | Calcio alla XXIX Olimpiade | Calcio alla XXIX Olimpiade |
| Agosto'08                  | 6                          | 7                          | 8                          | 9                          | 10                         | 11                         | 12                         | 13                         | 14                         | 15                         | 16                         | 17                         | 18                         | 19                         | 20                         | 21                         | 22                         | 23                         | Totale                     |
| -------------------------- | -------------------------- | -------------------------- | -------------------------- | -------------------------- | -------------------------- | -------------------------- | -------------------------- | -------------------------- | -------------------------- | -------------------------- | -------------------------- | -------------------------- | -------------------------- | -------------------------- | -------------------------- | -------------------------- | -------------------------- | -------------------------- | -------------------------- |
| Uomini                     |                            | 1°T                        |                            |                            | 1°T                        |                            |                            | 1°T                        |                            |                            | Q                          |                            |                            | SF                         |                            |                            | 3°P                        | F                          | 2                          |
| Donne                      | 1°T                        |                            |                            | 1°T                        |                            |                            | 1°T                        |                            |                            | Q                          |                            |                            | SF                         |                            | 3°P                        | F                          |                            |                            | 2                          |
| Totale                     |                            |                            |                            |                            |                            |                            |                            |                            |                            |                            |                            |                            |                            |                            |                            | 1                          |                            | 1                          | 2                          |

|  | Qualificazioni |  | Finali |

## Stadi
| Città       | Stadio                                    | Capacità |
| ----------- | ----------------------------------------- | -------- |
| Pechino     | Stadio Nazionale                          | 91.000   |
| Pechino     | Stadio dei Lavoratori                     | 70.161   |
| Qínhuángdǎo | Qinhuangdao Olympic Sports Centre Stadium | 33.572   |
| Shanghai    | Shanghai Stadium                          | 80.000   |
| Shenyang    | Stadio Olimpico                           | 60.000   |
| Tientsin    | Tianjin Olympic Centre Stadium            | 60.000   |

## Arbitri

### Torneo maschile
- Khalil Al Ghamdi
- Abdullah Al Hilali
- Héctor Baldassi
- Jérôme Damon
- Badara Diatta
- Thomas Einwaller
- Viktor Kassai
- Stéphane Lannoy

- Jair Marrufo
- Masoud Moradi
- Roberto Moreno Salazar
- Pablo Pozo
- Damir Skomina
- Wolfgang Stark
- Martín Vazquez

### Torneo femminile
- Estela Alvarez
- Christine Beck
- Dagmar Damková
- Shane De Silva
- Dianne Ferreira-James
- Hong Eun-ah

- Pannipar Kamnueng
- Deidre Mitchell
- Niu Huijun
- Jenny Palmqvist
- Nicole Petignat
- Kari Seitz

## Formato

### Torneo maschile
Le sedici squadre vengono divise in quattro gironi all'italiana di quattro squadre ciascuno.
Le prime due classificate di ogni girone si qualificano per la fase ad eliminazione diretta, composta da quarti di finale, semifinali, finale per il 3º posto e per il 1º posto.

### Torneo femminile
Le dodici squadre vengono divise in tre gironi all'italiana di quattro squadre ciascuno.
Le prime due classificate di ogni girone più le due migliori terze si qualificano per la fase ad eliminazione diretta, composta da quarti di finale, semifinali, finale per il 3º posto e per il 1º posto.

## Podi

### Uomini
| Evento                     | Oro | Argento | Bronzo |
| Calcio maschile (dettagli) | Argentina Lautaro Acosta, Sergio Agüero, Éver Banega, Diego Buonanotte, Ángel Di María, Federico Fazio, Fernando Gago, Ezequiel Garay, Ezequiel Lavezzi, Javier Mascherano, Lionel Messi, Fabián Monzón, Nicolás Navarro, Nicolás Pareja, Juan Román Riquelme, Sergio Romero, José Ernesto Sosa, Óscar Ustari, Pablo Zabaleta. All. Sergio Batista | Nigeria Olubayo Adefemi, Dele Adeleye, Oluwafemi Ajilore, Efe Ambrose, Victor Anichebe, Onyekachi Apam, Emmanuel Ekpo, Ikechukwu Ezenwa, Monday James, Sani Kaita, Chinedu Obasi, Victor Obinna, Peter Odemwingie, Chibuzor Okonkwo, Solomon Okoronkwo, Oladapo Olufemi, Isaac Promise, Ambruse Vanzekin. All. Samson Siasia | Brasile Alex Silva, Anderson, Breno, Diego, Diego Alves, Hernanes, Ilsinho, Jô, Lucas, Marcelo, Pato, Rafael Sóbis, Rafinha, Ramires, Renan, Ronaldinho, Thiago Neves, Thiago Silva. All. Dunga |

### Donne
| Evento                      | Oro | Argento | Bronzo |
| Calcio femminile (dettagli) | Stati Uniti Nicole Barnhart, Shannon Boxx, Rachel Buehler, Lori Chalupny, Lauren Cheney, Stephanie Cox, Tobin Heath, Angela Hucles, Natasha Kai, Carli Lloyd, Kate Markgraf, Heather Mitts, Heather O'Reilly, Christie Rampone, Amy Rodriguez, Hope Solo, Lindsay Tarpley, Aly Wagner. All. Pia Sundhage | Brasile Andréia, Andréia Rosa, Bárbara, Cristiane, Daniela, Erika, Ester, Fabiana, Formiga, Francielle, Marta, Maurine, Maycon, Pretinha, Renata Costa, Rosana, Simone, Tania. All. Jorge Barcellos | Germania Nadine Angerer, Fatmire Bajramaj, Saskia Bartusiak, Melanie Behringer, Linda Bresonik, Kerstin Garefrekes, Ariane Hingst, Ursula Holl, Annike Krahn, Simone Laudehr, Renate Lingor, Célia Okoyino da Mbabi, Anja Mittag, Babett Peter, Conny Pohlers, Birgit Prinz, Sandra Smisek, Kerstin Stegemann. All. Silvia Neid |

## Medagliere
| Posizione | Paese       |   |   |   | Totale |
| --------- | ----------- | - | - | - | ------ |
| 1         | Argentina   | 1 | 0 | 0 | 1      |
| 1         | Stati Uniti | 1 | 0 | 0 | 1      |
| 3         | Brasile     | 0 | 1 | 1 | 2      |
| 4         | Nigeria     | 0 | 1 | 0 | 1      |
| 5         | Germania    | 0 | 0 | 1 | 1      |
| Totale    | Totale      | 2 | 2 | 2 | 6      |